# Nicolas Giffard
Nicolas Giffard (ur. 4 października 1950 w La Baule-Escoublac) – francuski szachista, mistrz międzynarodowy od 1980 roku.

## Kariera szachowa
Najlepszym okresem w jego szachowej karierze był przełom lat 70. i 80. XX wieku. W 1978 i 1982 roku dwukrotnie zdobył tytuł indywidualnego mistrza Francji (w swoim dorobku posiada również dwa brązowe medale mistrzostw kraju, z lat 1974 i 1976). Poza tym trzykrotnie (1978, 1980, 1982) reprezentował narodowe barwy na szachowych olimpiadach.
Do sukcesów Nicolasa Giffarda w międzynarodowych turniejach należą m.in. zwycięstwo w mistrzostwach Paryża (1980), dz. I m. w tym mieście w roku 1993 (turniej Apsas Open), III m. w Hamburgu (1996, turniej HSK-B, za Piotrem Murdzią i Clausem Bergiem) oraz dzielone III i dzielone II miejsce w Malakoff w latach 2006 i 2007.
Najwyższy ranking w karierze osiągnął 1 lipca 2000 r., z wynikiem 2412 punktów dzielił wówczas 36-37. miejsce wśród francuskich szachistów.

## Wybrane publikacje
Jest autorem (lub współautorem) wielu książek w tematyce szachowej, m.in.:
- Les échecs: lecon particulieres, 1984
  - Nicolas Giffard, Szachy – lekcje z mistrzem, 1997, ISBN 2-01-260010-7. Brak numerów stron w książce
- Les echecs, 1, 1997
- Les echecs, 2, 1997
- Le guide des échecs, 1998
- L'efficacité aux échecs, 1998
- Comprendre les ouvertures, 1999
- 100 exercices pour progresser aux échecs, 1999
- 100 exercices pour vous préparer aux tournois, 2000
- 100 exercices nouveaux pour progresser aux échecs, 2000